# Pior que Possa Imaginar
«Pior Que Possa Imaginar» es un sencillo de la cantante brasileña Luísa Sonza, publicado el 22 de marzo de 2019 como el segundo sencillo de la segunda EP Pandora.

## Visualizer
El visualizer fue lanzado en la misma fecha que el lanzamiento de la canción, el 22 de marzo de 2019, dirigido por Jacques Dequeker. En el visualizer , Sonza se presenta con seis looks diferentes, alternando entre ropa linda y sensual, mostrando que Luísa puede transmitir inocencia además de atrevimiento. La idea de Luísa, que además de protagonizar firma la dirección creativa del nuevo visualizer, es romper etiquetas, incluso para otras mujeres.